# Parigi-Roubaix 2005
La Parigi-Roubaix 2005, centotreesima edizione della corsa, fu disputata il 10 aprile 2005 lungo un percorso di 259 km, e fu vinta dal belga Tom Boonen, che si impose in 6h29'38".

## Percorso
Lungo i 259 chilometri da Compiègne a Roubaix, si affrontarono 26 settori in pavé, tra i quali i più difficili erano il diciannovesimo ad Aulnoy-lez-Valenciennes, 2600 metri dopo 150 km, il decimo a Mons-en-Pévèle, 3000 metri dopo 212 km, e il quarto e decisivo Carrefour de l'Arbre a 16 km dal traguardo e lungo 2100 metri.

## Squadre partecipanti
Presero parte alla prova le venti squadre con licenza UCI ProTeam. Ammesse tramite l'assegnazione di wild-card furono AG2R Prévoyance, Landbouwkrediet-Colnago, Agritubel, MrBookmaker.com-SportsTech e  RAGT Semences.
| N.      | Cod. | Squadra                |
| ------- | ---- | ---------------------- |
| 1-8     | LIQ  | Liquigas-Bianchi       |
| 11-18   | FAS  | Fassa Bortolo          |
| 21-28   | DVL  | Davitamon-Lotto        |
| 31-38   | TMO  | T-Mobile Team          |
| 41-48   | CSC  | Team CSC               |
| 51-58   | RAB  | Rabobank               |
| 61-68   | PHO  | Phonak Hearing Systems |
| 71-78   | DSC  | Discovery Channel Team |
| 81-88   | SDV  | Saunier Duval-Prodir   |
| 91-98   | QST  | Quick Step-Innergetic  |
| 101-108 | GST  | Gerolsteiner           |
| 111-118 | C.A  | Crédit Agricole        |
| 121-128 | FDJ  | Française des Jeux     |

| N.      | Cod. | Squadra                          |
| ------- | ---- | -------------------------------- |
| 131-138 | LSW  | Liberty Seguros-Würth            |
| 141-148 | LAM  | Lampre-Caffita                   |
| 151-158 | COF  | Cofidis, le Crédit par Téléphone |
| 161-168 | EUS  | Euskaltel-Euskadi                |
| 171-178 | BTL  | Bouygues Télécom                 |
| 181-188 | SDM  | Domina Vacanze                   |
| 191-198 | IBA  | Illes Balears-Caisse d'Epargne   |
| 201-208 | A2R  | AG2R Prévoyance                  |
| 211-218 | LAN  | Landbouwkrediet-Colnago          |
| 221-228 | AGR  | Agritubel                        |
| 231-238 | MRB  | MrBookmaker.com-SportsTech       |
| 241-248 | RAG  | RAGT Semences                    |

## Resoconto degli eventi
Dopo una prima mezz'ora corsa a ritmi sostenuti, a circa 25 km dalla partenza attaccò Thijs (MrBookmaker), seguito da Berges (Agritubel), Herrero (Euskaltel) e Lang (Gerolsteiner) e in 5 km il piccolo gruppo di fuggitivi arrivò a guadagnare 45 secondi. Dopo altri 20 km un altro plotoncino di quattro corridori - Barredo (Liberty Seguros), Chavanel (Bouygues), Brard (Agritubel) e Coyot (Cofidis) - si staccò dal gruppo principale e raggiunse i primi fuggitivi nei pressi di San Quintino, a 202 km dal traguardo. 30 km dopo, nella campagna del dipartimento dell'Aisne vicino Bosigny, il vantaggio era salito a 12'05", ma il gruppo principale, guidato dalla Fassa Bortolo, iniziò a ridurre lo svantaggio, che all'inizio del primo settore in pavé, Troisvilles, era sceso a 9'40". Al ventunesimo settore, a Vertain, i battistrada guidavano mantenevano quasi sette minuti di gap, grazie anche a una caduta nel gruppo degli inseguitori, che mise fuori gioco Allan Davis (gomito rotto) e Peter Van Petegem.
A 105 chilometri dal traguardo i leader affrontavano il diciottesimo settore a Famars, con Herrero e Chavanel staccati e il gruppo a 5'45". 10 km dopo la T-Mobile iniziò a forzare l'inseguimento dei fuggitivi e il distacco scese a 5'21" al quindicesimo settore a Haveluy. All'inizio del quattordicesimo settore a Hornaing-Wandignies, l'attacco di Pozzato, seguito dal capitano Boonen, staccò un piccolo gruppo di cui facevano parte Michaelsen (CSC), Hincapie (Discovery), Bäckstedt (Liquigas) e i due corridori della Fassa, Flecha e Cancellara. Al tredicesimo settore, Warlaing-Brillon, il gruppetto di contrattaccanti iniziò a recuperare terreno sui primi fuggitivi e al dodicesimo (Orchies) il distacco era di 1'30" mentre il gruppo inseguiva a 2 minuti, guidato da T-Mobile, Rabobank e Davitamon-Lotto. Terminato il settore di Orchies lo svantaggio scese sotto il minuto, mentre il gruppo iniziava a perdere terreno.
Nell'undicesimo settore ad Auchy-lez-Orchies, il gruppetto guidato da Boonen era ormai in vista della testa della corsa e i fuggitivi furono ripresi a 50 km dal traguardo. Un gruppo di undici corridori guidava quindi la corsa, con Thijs, Berges e Brard, Coyot, Boonen, Bäckstedt, Hincapie, Michaelsen, Barredo, Flecha e Cancellara; van Bon, Wesemann e Hulsmans inseguivano a 37" mentre il gruppo era a 2'15".
A dieci settori in pavé dal traguardo mancavano ancora due tra i più duri, Mons-en-Pévèle (10) e il Carrefour de l'Arbre (4): Flecha e Michalesen guidavano i fuggitivi, mentre Cancellara vittima di una caduta perse contatto e non riuscì a rientrare. Al quinto settore, Camphin-en-Pévèle a 20 km dal traguardo, Boonen si portò in testa al gruppetto, sempre tallonato da Michaelsen e Hincapie. Bäckstedt tentò un'accelerazione ma Flecha, Boonen e Hincapie ricucirono lo strappo. Il quarto e determinante settore del Carrefour de l'Arbre iniziò con Flecha davanti, seguito da Hincapie, Boonen, Michaelsen e Bäckstedt. Questi ultimi due persero terreno e a partire dal terzo settore, Gruson, rimasero solo Flecha, Boonen e Hincapie. Giunti uniti fino al velodromo di Roubaix, fu il belga ad aggiudicarsi la volata.

## Ordine d'arrivo (Top 10)
| Pos. | Corridore           | Squadra         | Tempo    |
| ---- | ------------------- | --------------- | -------- |
| 1    | Tom Boonen          | Quick Step      | 6h29'38" |
| 2    | George Hincapie     | Discovery Ch.   | s.t.     |
| 3    | Juan Antonio Flecha | Fassa Bortolo   | s.t.     |
| 4    | Magnus Bäckstedt    | Liquigas        | a 1'39"  |
| 5    | Lars Michaelsen     | Team CSC        | a 2'43"  |
| 6    | Léon van Bon        | Davitamon       | a 3'49"  |
| 7    | Florent Brard       | Agritubel       | s.t.     |
| 8    | Fabian Cancellara   | Fassa Bortolo   | s.t.     |
| 9    | Thor Hushovd        | Crédit Agricole | s.t.     |
| 10   | Arnaud Coyot        | Cofidis         | s.t.     |

## Punteggi UCI
| Pos. | Corridore           | Squadra         | Punti |
| ---- | ------------------- | --------------- | ----- |
| 1    | Tom Boonen          | Quick Step      | 50    |
| 2    | George Hincapie     | Discovery Ch.   | 40    |
| 3    | Juan Antonio Flecha | Fassa Bortolo   | 35    |
| 4    | Magnus Bäckstedt    | Liquigas        | 30    |
| 5    | Lars Michaelsen     | Team CSC        | 25    |
| 6    | Léon van Bon        | Davitamon       | 20    |
| 7    | Fabian Cancellara   | Fassa Bortolo   | 10    |
| 8    | Thor Hushovd        | Crédit Agricole | 5     |
| 9    | Arnaud Coyot        | Cofidis         | 1     |